# Рефуньол, Фредис
Фредис Рефуньол (нидерл. Fredis Refunjol; род. 19 декабря 1950, Ораньестад, Кюрасао и зависимые территории) — государственный и политический деятель Арубы. Работал учителем, а затем на протяжении двадцати лет был государственным служащим, начав с должности члена парламента Арубы. Занимал должность губернатора Арубы с 2004 по 2016 год.

## Биография
Родился 19 декабря 1950 года на Арубе (Нидерландские Антильские острова). Окончил среднюю школу в 1968 году и получил диплом в колледже в 1970 году. В 1973 году окончил Педагогическую академию Арубы и получил сертификат учителя. По окончании учебы устроился работать учителем в колледже в Саванете. Преподавал там восемь лет, прежде чем стать директором в 1981 году.
В 1983 году присоединился к Народному избирательному движению. В следующем году стал вице-председателем партии, занимая эту должность до 1987 года. В 1988 году был назначен генеральным секретарем партии. Работая в качестве вице-председателя партии баллотировался в качестве кандидата на первых парламентских выборах Арубы в 1986 году, на которых был избран в парламент.
В 1989 году участвовал в формировании первого кабинета, а затем и второго кабинета премьер-министра Нельсона Одубера  в 1993 году. После формирования первого кабинета был назначен министром благосостояния и работал до проигрыша Народного избирательного движения на всеобщие выборы на Арубе в 1994 году. После поражения его партии на выборах 1994 года снова стал членом парламента Арубы.
После семи лет пребывания в оппозиции Народное избирательное движение выиграло всеобщие выборы на Арубе 2001 года, после чего он стал формировать третий кабинет Нельсона Одубера и стал министром образования и административных дел, а затем и вице-премьер-министром.
В 2004 году истек срок полномочий губернатора Олиндо Колмана, который не был повторно назначен королевой Нидерландов Беатрикс. Из-за большого опыта работы в правительстве Фредис Рефуньол был назначен королевским указом преемником Олиндо Колмана и вступил в должность губернатора 11 мая 2004 года. 

## Награды
8 декабря 2016 года был произведен в кавалеры Ордена Оранских-Нассау.

## Личная жизнь
Женат на Кларетте Марии де Лурдес Рефуньол-Лопес. Имеют двух дочерей Шерил и Занетт и одного сына Фредиса.